# Зелева супа
„Зелева супа“ (на френски: La Soupe aux choux) е френска кинокомедия от 1981 г. на френския кинорежисьор Жан Жиро. Сценарият е на Жан Ален. Главната роля на Клод Ратиние се изпълнява от френския киноартист Луи дьо Фюнес. В ролята на Франсис Шерас участва френския киноартист Жан Карме. „Зелева супа“ е предпоследният филм в кариерата на Луи дьо Фюнес.

## Сюжет
Внимание:  Текстът по-долу разкрива сюжета на произведението (или части от него)!
Съседите Клод и Франсис живеят сами в края на селото. Те са на възраст около 70-те. Техните най-приятни занимания са да се напият с пастис или вино, да ядат зелева супа и да изпускат газове. Модернизацията и развитието на съвременния свят въобще не ги интересува. Една нощ в двора им каца извънземен от планетата Оксо, където съществата живеят точно 200 години. Извънземният много харесва тяхната зелева супа. Клод му дава името „Шишко“. Извънземното ги кани на своята планета и те приемат с удоволствие, защото кметът иска да построи голям увеселителен парк на мястото на техните къщи и постоянно ги тормози. Преди да заминат обаче, Шишко възкресява покойната съпруга на Глод - Франсин, която го е напуснала поради младата си възраст и е заминава за Париж. След това Клод и Гърбавия – Франсис заминават надалеч.

## В ролите
| Актьор        | Роля                                      |
| ------------- | ----------------------------------------- |
| Луи дьо Фюнес | Клод Ратиние, обущар                      |
| Жан Карме     | Франсис Шерас, багерист                   |
| Жак Вилире    | извънземен от планетата Оксо              |
| Клод Жансак   | мадам Амели Пуланжар, луда                |
| Кристин Дежу  | Франсин, мъртвата съпруга на Клод Ратиние |
| Анри Жене     | старши ефрейтор на жандармерията          |
| Марко Перен   | кмет                                      |
| Гаел Легранд  | Катрин Ламует                             |
| Филип Руджери | Робер, новият приятел на Франсис          |
| Макс Монтавон | брат на Амели Пуланжар                    |
| Тиери Лиагър  | лекар                                     |
| Перет Супле   | Еми, управител на хотел                   |
| Филип Бризар  | Гийом, пощальон                           |

## Български дублаж
През 2011 г. филмът е излъчен по Diema с дублаж. Той е войсоувър в Диема Вижън, чието име не се споменава. Екипът се състои от:
| Озвучаващи артисти  | Ася Братанова Нина Гавазова Александър Воронов Стефан Сърчаджиев-Съра Александър Митрев |
| Преводач            | Даниела Донева                                                                          |
| Тонрежисьор         | Димитър Кукушев                                                                         |
| Режисьор на дублажа | Димитър Кръстев                                                                         |